# 單向螺絲

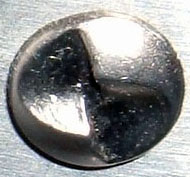
單向螺絲

單向螺絲，又稱防拆螺絲、安全螺絲、單方向鎖緊螺絲，屬於特殊螺絲，應用在有安全需求的產品上面，只能在一個方向鎖入。他們屬於防篡改零件。
單向螺絲僅在不太可能需要拆卸時才適用。它們很難用常規工具拆卸，因為螺絲槽的設計使得即使在擰鬆方向上施加最小的扭矩也會導致螺絲滑出。相反，可以透過在螺絲頭上鑽孔並插入螺絲取出器來拆卸單向螺絲。或者，可以使用帶有切割盤的旋轉工具來擴大槽口，用鎖定鉗夾住螺絲頭，或者在槽口上鑽兩個孔後，用銷扳手（蛇眼扳手）卸下螺絲。對於高出表面的螺絲（任何頭部，由於損壞等原因無法擰入），有時可以透過將鑽夾頭緊緊地固定在螺絲頭上來拆卸，鑽夾頭可能會受到損壞。